# William Maxwell
William Maxwell, también conocido como William Keepers Maxwell, Jr. (Lincoln, Illinois, 16 de agosto de 1908-Nueva York, 31 de julio de 2000), fue un novelista y editor estadounidense.

## Vida
William Maxwell nació en la ciudad de Lincoln, Illinois, una pequeña población; a los diez años perdió a su madre, y este hecho marcará parte su obra. Estudió en la University of Illinois y en la de Harvard, donde eligió la literatura como su terreno definitivo. 
Comenzó a trabajar como editor literario en The New Yorker, y siguió en ella durante 40 años (1939-1975); se ocupaba de la sección correspondiente de dicha revista. Allí conoció y orientó a muchos narradores de gran valía. Trabajó con escritores de la talla de Vladimir Nabokov, John Updike, J.D. Salinger, John Cheever, Mavis Gallant, Frank O'Connor, Larry Woiwode, John O'Hara, Eudora Welty, e Isaac Bashevis Singer. Sobre su papel de editor, Eudora Welty dijo: "Para los escritores de ficción Maxwell era el General". La narradora canadiense Alice Munro destacó su figura, a la par de toda una serie de nombres de primera línea, como Carson McCullers, Eudora Welty, Flannery O'Connor, y en algún aspecto hasta por encima de estas escritoras.
Pero lo más importante es su propia obra, de gran categoría e influjo. Su primera novela fue  Bright Center of Heaven (1934). Escribió en conjunto seis novelas, que fueron muy bien acogidas por el público, así como relatos breves, ensayos, cuentos para niños y finalmente unas memorias, Ancestors (1972). En su obra, calificada por los expertos como una de las más importantes del siglo XX, son recurrentes los temas de la infancia, la familia, la muerte súbita o las vidas que cambian silenciosa e irreparablemente. Una parte de su trabajo es autobiográfico, y sobre todo concierne a la pérdida de su madre. Su obra ha pasado muchos años sin comentarse; Adiós, hasta mañana, de 1980, fue ganadora del premio American Book Award y se tradujo al castellano en 1998. 
Desde su muerte, en el año 2000, se han publicado algunas biografías sobre él, que no han sido traducidas.
En 2008 la Library of America (editorial sin ánimo de lucro, que publica a autores estadounidenses clásicos y considerados imprescindibles)  publicó el primer volumen de la obra de William Maxwell Early Novels and Stories.Para celebrar el centenario de su nacimiento, se publicó en el otoño de 2008 el segundo volumen de su obra Later Novels and Stories.

## Obra

### Novelas
- Bright Center of Heaven (1934)
- They Came like Swallows (1937) — Vinieron como golondrinas, prólogo de Edmundo Paz Soldán, trad.: Gabriela Bustelo, Libros del Asteroide, 2006
- The Folded Leaf (1945) — La hoja plegada, trad.: Miguel Temprano García; Libros del Asteroide, 2007
- Time Will Darken It (1948)
- The Chateau (1961)
- So long. See you Tomorrow (1980) — Adiós, hasta mañana, trad.: Catalína Martínez Muñoz; Siruela, Madrid, 1988

### Narrativa breve
- The Heavenly Tenants (1946).
- Stories (1956).
- The Old Man and the Railroad Crossing and Other Tales (1966).
- Over the River and Other Stories (1977).
- Five Tales (1988).
- Billie Dyer and Other Stories (1992).
- All The Days and Nights: The Collected Stories of William Maxwell (1995).
- Mrs. Donald's Dog Bun and His Home Away from Home (1995).
- Early Novels and Stories (2008).

### Ensayo y memorias
- Ancestors: A Family History (1972), memorias
- The Outermost Dream  (1989), colección de ensayos